# ۱۲۵۷ (میلادی)
۱۲۵۷ (میلادی) هزار و دویست و پنجاه و هفتمین سال تقویم میلادی است.
تبلن

## درگذشتگان
‎